# ラ・モット＝ピケ (駆逐艦)
ラ・モット＝ピケ（フランス語：La Motte-Picquet, D 645）は、フランス海軍のジョルジュ・レイグ級駆逐艦6番艦。艦名はアメリカ独立戦争で活躍したトゥーサン＝ギョーム・ピケ・ド・ラ・モット（fr:Toussaint-Guillaume Picquet de la Motte）に由来し、この名を受け継いだフランス軍艦としては4代目にあたる。

## 艦歴
「ラ・モット＝ピケ」は、DCNロリアン工廠およびブレスト工廠で建造され1982年2月12日に起工、1985年2月6日に進水、1988年2月18日に就役する。
1989年12月2日にレンヌと命名都市の関係を結ぶ。「ラ・モット＝ピケ」はトゥーロンに配備され対潜戦を主任務とし海洋における諸任務に当たる。
1993年からユーゴスラビア紛争での諸作戦のためアドリア海に展開する。その後コソボ紛争では「フォッシュ」の護衛に就く。2001年12月、「R91 シャルル・ド・ゴール」空母戦闘群の一員としてアラビア海に派遣される。2002年に同型艦の構造的問題に伴った修理が行なわれる。
2007年9月には「F793 コマンダン・ブレゾン」と共にインド海軍とヴァルナ07演習を実施する。2008年7月1日、NATO即応部隊に属する。2009年3月には大西洋においてアメリカ合衆国海軍とC2X合同演習に参加する。